# 過労死等防止対策推進法
過労死等防止対策推進法（かろうしとうぼうしたいさくすいしんほう、平成26年6月27日法律第100号）は、過労死等の防止のための対策の推進・過労死等防止対策推進協議会の設置、組織に関する日本の法律である。
議員立法により成立した。

## 構成
- 第1章　総則（第1条―第6条）
- 第2章　過労死等の防止のための対策に関する大綱（第7条）
- 第3章　過労死等の防止のための対策（第8条―第11条）
- 第4章　過労死等防止対策推進協議会（第12条・第13条）
- 第5章　過労死等に関する調査研究等を踏まえた法制上の措置等（第14条）
- 附則

## 目的・定義
この法律は、近年、我が国において過労死等が多発し大きな社会問題となっていること及び過労死等が、本人はもとより、その遺族又は家族のみならず社会にとっても大きな損失であることに鑑み、過労死等に関する調査研究等について定めることにより、過労死等の防止のための対策を推進し、もって過労死等がなく、仕事と生活を調和させ、健康で充実して働き続けることのできる社会の実現に寄与することを目的とする（第1条）。
この法律が制定されるまで、過労死等について法的な定義がなかった。このため、過労死等を「業務における過重な負荷による脳血管疾患若しくは心臓疾患を原因とする死亡若しくは業務における強い心理的負荷による精神障害を原因とする自殺による死亡又はこれらの脳血管疾患若しくは心臓疾患若しくは精神障害」として定義した（第2条）。死亡に至らない疾患等も本法の対象となっている。

## 国等の責務
過労死等の防止のための対策は、過労死等に関する実態が必ずしも十分に把握されていない現状を踏まえ、過労死等に関する調査研究を行うことにより過労死等に関する実態を明らかにし、その成果を過労死等の効果的な防止のための取組に生かすことができるようにするとともに、過労死等を防止することの重要性について国民の自覚を促し、これに対する国民の関心と理解を深めること等により、行われなければならない（第3条1項）。そして過労死等の防止のための対策は、国、地方公共団体、事業主その他の関係する者の相互の密接な連携の下に行われなければならない（第3条2項）。 
国は、第3条の基本理念にのっとり、過労死等の防止のための対策を効果的に推進する責務を有する。地方公共団体は、第3条の基本理念にのっとり、国と協力しつつ、過労死等の防止のための対策を効果的に推進するよう努めなければならない。事業主は、国及び地方公共団体が実施する過労死等の防止のための対策に協力するよう努めるものとする。国民は、過労死等を防止することの重要性を自覚し、これに対する関心と理解を深めるよう努めるものとする（第4条）。
政府は、過労死等の防止のための対策に関する大綱を策定しなければならず（第7条1項）、これに基づき2015年（平成27年）7月24日「過労死等の防止のための対策に関する大綱」が閣議決定された。また政府は毎年国会に過労死等の防止のために講じた施策の状況に関する報告書を提出しなければならず（第6条）、これに基づき、厚生労働省は2016年（平成28年）10月7日に初めての国会報告となる「平成28年版過労死等防止対策白書（平成27年度年次報告）を発表した。
大綱によれば、将来的に過労死等をゼロとするために、以下の目標の早期達成を目指している。
- 平成32年までに、週労働時間60時間以上の雇用者の割合を5%以下にする。
- 平成32年までに、年次有給休暇取得率を70%以上とする。
- 平成29年までに、産業精神保健に取り組んでいる事業場の割合を80%以上にする。

この法律には、過労死等をさせた事業者に罰を科すなど直接これを取り締まるものではない。しかし、次の施策の実施により、これまでの施策と相まって、過労死等の防止を図っていくものである。

## 過労死等の防止のための対策
国は、過労死等の実態調査などの過労死等の防止に関する調査研究を推進するとともに、過労死等に関する情報の収集・整理・分析・提供を行うものとする（第8条）。
国及び地方公共団体は、教育活動、広報活動等を通じて、過労死等を防止することの重要性について国民の自覚を促し、これに対する国民の関心と理解を深めるよう必要な施策を講ずるものとし（第9条）、過労死等のおそれがある者及びその親族等が過労死等に関し相談することができる機会の確保、産業医その他の過労死等に関する相談に応じる者に対する研修の機会の確保等、過労死等のおそれがある者に早期に対応し、過労死等を防止するための適切な対処を行う体制の整備及び充実に必要な施策を講ずるものとし（第10条）、民間団体が行う過労死等の防止に関する活動を支援するために必要な施策を講ずるものとする（第11条）。政府は、過労死等に関する調査研究等の結果を踏まえ、必要があると認めるときは、過労死等の防止のために必要な法制上又は財政上の措置その他の措置を講ずるものとする（第14条）。 
厚生労働省に、過労死等防止対策推進協議会を置き、大綱の策定に関して意見を述べる（第12条）。協議会の委員は非常勤の者20名以内で、患者・遺族代表、労働者代表、使用者代表、過労死等に関する専門的知識を有する者のうちから、厚生労働大臣が任命する（第13条）。2019年（令和元年）5月就任の過労死等防止対策推進協議会現会長は、一橋大学大学院法学研究科教授の中窪裕也。 
また、毎年11月を過労死等防止啓発月間としており（第5条）、厚生労働省は「過重労働解消キャンペーン」として長時間労働を行わせているおそれがある事業所に立入検査を行うなど集中的に対策が行われている。

## 経緯
過労死等防止基本法案は、過労死遺族や弁護士などで結成された「過労死防止基本法制定実行委員会」（通称：「ストップ！過労死」実行委員会）が中心となって作成された。
- 2013年（平成25年）12月4日に6会派共同の衆議院議員による議員立法として第185回国会に提出されたが、同国会は同月8日に閉会し過労死等防止基本法案は継続審査となった。
- 2014年（平成26年）に第186回国会が開会したものの長らく審査は行われなかった。しかし、同年5月23日に過労死等防止対策推進法案が厚生労働委員長から提出されたことに伴い、過労死等防止基本法案は撤回された。
- 2014年（平成26年）5月27日に衆議院本会議で、同年6月20日に参議院本会議でそれぞれ可決され、同月27日に公布され、公布の日から6カ月以内に施行される[5]。
- 2014年（平成26年）11月1日に施行された[6]。